# アルコタン-100
アルコタン-100（スペイン語: Alcotán-100）は、スペインのインスタラーザが開発した、使い捨て式携帯対戦車兵器。1998年から生産が開始された。

## 採用国
- スペイン
  - スペイン軍
- バーレーン
  - バーレーン国防軍
- パキスタン
  - パキスタン軍[4]
- ペルー[5]
- ウクライナ
  - ウクライナ軍[6]